# Agiprand de Spoleto
Agiprand a fost duce longobard de Spoleto între 742 și 744. 
La finele anului 741, ducele Thrasimund al II-lea de Spoleto a refuzat să restituie papei Grigore al III-lea orașele primise, drept pentru care succesorul papei Grigore, papa Zaharia, a cerut sprijinul regelui Liutprand. Zaharia a oferit o armată romană pentru a-l sprijin pe regele longobard și împreună au cucerit Spoleto, unde Liutprand l-a instalat ca duce pe propriul său nepot, Agiprand. 
La acel moment, Agiprand era deja duce de Clusium. El l-a escortat pe papa Zaharia înapoi la Roma, restituindu-i acestuia orașele solicitate.
Domnia lui Agiprand nu a supraviețuit morții regelui Liutprand, iar Agiprand a fost alungat de la putere de către Thrasimund al II-lea.